# 1767
1767 (MDCCLXVII) a fost un an obișnuit al calendarului gregorian, care a început într-o zi de miercuri.

## Evenimente
- Vizita la Timișoara a regelui Iosif al II-lea.

## Arte, știință, literatură și filozofie
- Nevil Maskelyne publică Almanahul nautic⁠(d), cu tabele de efemeride.
- După o serie de experimente, Lazzaro Spallanzani respinge teoria generației spontane.
- Joseph Priestley publică Istoria și statutul prezent al electricității⁠(d) în care emite ideea că forțele electrice sunt invers proporționale cu pătratul distanței și descrie așa-numitele inelele lui Priestley, observate la o descărcare electrostatică.
- Euler publică Vollständige Anleitung zur Algebra⁠(d), în care dă algebrei elementare⁠(d) forma de astăzi.[1]

## Nașteri
- 15 martie: Andrew Jackson, al șaptelea președinte a Statelor Unite ale Americii (1829-1837), (d. 1845)
- 13 mai: Ioan al VI-lea al Portugaliei (d. 1826)
- 12 iunie: Alexius Frederic Christian, Duce de Anhalt-Bernburg (d. 1834)
- 11 iulie: John Quincy Adams, al șaselea președinte al Statelor Unite ale Americii (1825-1829), (d. 1848)
- Chao Anu (Anuruttharat), rege al Vientiane, Laos (1805-1835),  (d. 1835)

## Decese
- 28 martie: Martin Felmer, 46 ani, istoric român de etnie germană (n. 1720)
- 28 mai: Maria Josepha de Bavaria (n. Marie Josephe Antonie Walburga Felicitas Regula), 28 ani, soția lui Iosif al II-lea, Împărat Roman (n. 1739)